# 篠原菊紀
篠原 菊紀（しのはら きくのり、1960年 - ）は、日本の脳科学者。公立諏訪東京理科大学教授。専門は脳神経科学、応用健康科学。

## 来歴
長野県茅野市出身。長野県諏訪清陵高等学校、東京大学教育学部卒業。同大学院教育学研究科修了。
東京理科大学諏訪短期大学講師、助教授、諏訪東京理科大学共通教育センター教授を経て、公立諏訪東京理科大学工学部情報応用工学科教授、地域連携研究開発機構医療介護健康工学部門長、学生相談室長。茅野市縄文ふるさと大使。

## 研究活動
多チャンネルNIRSと視線追尾システムを使って、「学習しているとき」「運動しているとき」「遊んでいるとき」「CMを見ている時」など日常的な場面での脳活動を調べている。
新学社と幼児教材開発。ユーキャンと高齢者脳トレーニング研究。社会安全研究財団、日遊協と遊技障害（ぱちんこのギャンブル等依存症）研究。豊丸と遊びを介護予防に生かす研究。プレイケアと高齢者の遊び、保険外サービス事業関連あれこれ。エポック社と「ジグソーパズル達人検定、ジグソーパズル脳力診断」、アポロ社とピクチャーパズルステップ脳シリーズ開発。SCRAPと謎検。PSK総研などとドーパミン増幅比研究、健康ぱちんこの展開。ほか。

## 出演番組
いずれも解説や監修を担当。
- フジテレビ「とくダネ！脳活ジョニー」
- フジテレビ「今夜はナゾトレ」
- BSフジ「クイズ！脳ベルSHOW」
- NHK「チコちゃんに叱られる！」
- NHKラジオ「子ども科学電話相談」
- NHK「あさイチ」
- 日本テレビ「最強の頭脳　日本一決定戦！頭脳王」
- SBC「モーニングワイド　ラジオＪ」
- NBS「ふるさとライブ」（2020年4月 - ）

## その他
髭がトレードマークで、最近はそれ以上に禿頭が目立ってきており、「はげひげ」と呼ばれている。ブログ名も「はげひげの脳的メモ」。

## 書籍
- 「高齢ドライバー脳活ドリル」（二見書房）
- 「もっと! イキイキ脳トレドリル」（ＮＨＫ出版）
- 「クイズ! 脳ベルSHOW 50日間脳活ドリル」 (扶桑社ムック)
- 「すぐにやる脳」に変わる37の習慣 」（KADOKAWA）
- 「ナンプレシリーズ」（永岡書店）
- 「子どもが勉強好きになる子育て」（フォレスト出版）
- 頭がいい子を育てる 8つのあそびと5つの習慣（ディスカヴァー・トゥエンティワン、2013年3月）
- 頭がよくなる大人のなぞなぞ（中経出版、2013年4月）
- 息子育てが楽しくなる! 男の子あるある（小学館、2012年10月）
- 脳は、あなたにウソをつく (KAWADE夢新書)（河出書房新社、2012年6月）
- 頭のいい子を育てる あそべるおりがみ―おればおるほどかしこくなる（主婦の友社、2012年6月）
- 「バカ」は性格か! ? 脳科学者が教える、バカな人との付き合い方（ブックマン社、2012年5月）
- 考える力・知的好奇心を育てる 子どもに教えたいふしぎのお話365 オールカラー（永岡書店、2012年3月）
- 頭がよくなるこどものきりがみ（文化出版局、2012年2月）
- 「しなやか脳」でストレスを消す技術（幻冬舎、2012年1月）
- 仕事が変わる「5つの脳グセ」 できる人がやっている上手な脳の活用法（大和出版、2011年11月）
- 逸品 超難問ナンプレ130選 迦楼羅(かるら)（永岡書店、2011年8月）
- 秀作 超難問ナンプレ130選 ガイア（永岡書店、2011年4月）
- 極選 超難問ナンプレ130選 メビウス（永岡書店、2011年4月）
- 2歳～5歳児の脳を育てる子ども体操 本当の意味で「頭のいい子」に育てるために（講談社、2011年4月）
- 秀逸 超難問ナンプレ130選 Λ(ラムダ)（永岡書店、2010年12月）
- 脳が冴える40代からの生活習慣 (知的生きかた文庫)（三笠書房、2010年11月）
- 生き方上手になるための「片づけ脳」の育て方 （ベストセラーズ、2010年10月）
- 脳が目覚める「錯視」クイズ77 （講談社、2010年7月）
- 秀逸 超難問ナンプレ130選 青龍(せいりゅう) （永岡書店、2010年4月）
- 極選 超難問ナンプレ130選 玄武(げんぶ) （永岡書店、2010年4月）
- ニューロマーケティング入門（フォレスト出版、2010年4月）
- 頭はもっとよくなる 9つのトレーニング（マガジンハウス、2010年2月）
- 一生クビにならない脳（フォレスト出版、2010年9月）
- 全てのスポーツが上手くなる! スポーツ脳トレーニング (Futsal navi series)（白夜書房、2010年4月）
- 子供が勉強にハマる脳の作り方「脳科学」と「臨床心理学」が合体!「天才脳」ができる46のレッスン （フォレスト出版、2010年1月）
- 秀作 超難問ナンプレ130選 白虎(びゃっこ) （永岡書店、2009年12月）
- 脳科学者が教える 子どもの地頭をよくする方法（ディスカヴァー・トゥエンティワン、2009年11月）
- 男の子の脳を伸ばすのはどんな親?（宝島社、2009年11月）
- 6歳 ぐんぐんちからをつけよう (IQ・EQ開発シリーズ)（永岡書店、2009年10月）
- 3歳 ママといっしょに できるかな (IQ・EQ開発シリーズ) （永岡書店、2009年10月）
- 4歳 じぶんでできたよ （永岡書店、2009年10月）
- 5歳 たのしくのばそう（永岡書店、2009年10月）
- 成功したければ前頭葉を鍛えなさい!（アスコム、2009年10月）
- 勉強にハマる脳の作り方 （フォレスト出版、2009年4月）
- 名品 超難問ナンプレ130選 Poseidon(ポセイドン)（永岡書店、2009年3月）
- 図解・頭をバージョンアップする 潜在脳の活かし方（永岡書店、2009年2月）
- もっとペタペタはろう! 3・4・5歳（永岡書店、2008年11月）
- 極選 超難問ナンプレ130選 Olympos(オリンポス)（永岡書店、2008年9月）
- キレない子どもの育て方（集英社、2008年6月）
- 「脳トレ・キャンプ」DVD付き シノハラ教授の年をとるほど「頭」を良くする「脳トレ」（講談社、2007年9月）
- ゴロ寝で10分!脳を鍛える聴くだけドリル（きこ書房、2006年9月）
- サルヂエ脳トレ!―能力別脳年齢チェッククイズ（ワニブックス、2006年8月）
- ボケない頭をつくる60秒活脳体操（法研、2006年4月）
- 「集中脳」をつくる30の方法（中経出版、2005年7月）
- 脳トレーニング―脳がぐんぐん若返る! （永岡書店、2005年9月）
- 脳がみるみる若返る速聴ドリル 速聴CD付き（きこ書房、2004年11月）
- 脳がみるみる若返る速聴ドリル 速聴CD付き（きこ書房、2004年11月）
- 僕らはみんなハマってる―脳からみた快感と依存の論理（オフィス・エム、2002年4月

## 監修作品
- チコちゃんの脳活研究所（クラウズプレイカンパニー、2023年7月6日）[1]